# Kanton Nogent-le-Rotrou
Kanton Nogent-le-Rotrou (francouzsky Canton de Nogent-le-Rotrou) je francouzský kanton v departementu Eure-et-Loir v regionu Centre-Val de Loire. Tvoří ho 10 obcí.

## Obce kantonu
- Argenvilliers
- Brunelles
- Champrond-en-Perchet
- La Gaudaine
- Margon
- Nogent-le-Rotrou
- Saint-Jean-Pierre-Fixte
- Souancé-au-Perche
- Trizay-Coutretot-Saint-Serge
- Vichères